# Alexis Demailly
Pour les articles homonymes, voir Demailly.
Alexis Demailly est un trompettiste et cornettiste classique français, né en 1980 à Ruitz dans le Pas-de-Calais.

## Biographie

### Famille
Alexis Demailly est né dans  une famille de musiciens amateurs,. Il commence le cornet et la trompette à l’âge de six ans au sein de l'harmonie Sainte-Cécile - Les amis réunis d'Haillicourt.

### Formation
Il est diplômé de trompette au conservatoire de Lille et premier prix de cornet au conservatoire de Saint-Omer. Il poursuit ses études au Conservatoire national supérieur de musique de Paris où il remporte le premier prix de trompette,.

### Carrière professionnelle
Premier trompette solo dans l’orchestre des concerts Pasdeloup, il est cornet solo de l'orchestre de brass band de l’armée de l’air. En 2003, il est nommé cornet solo de l’Orchestre national de l’Opéra de Paris.
Trompettiste, il est passionné par le cornet à pistons dont il défend le répertoire aussi bien en musique de chambre qu’en grand orchestre.
En 2009, il rejoint le Paris Brass Band au poste de cornet principal, avec lequel il crée en 2011 le concertino pour cornet et brass band du compositeur Maltais, Joseph Vella.
Avec le trompettiste Marc Geujon et trois autres instrumentistes  de l'Opéra national de Paris (David Defiez (cor), Nicolas Vallade (trombone) et Fabien Wallerand (tuba), il a créé le quintette de cuivres des solistes de l'Opéra de Paris.

## Discographie
- Rhapsodie (2006), avec l'orchestre de cuivres de Paris[8]
- Courts Métrages  (2007) avec le quintette Vertige dont notamment Marc Geujon[9]
- Rainbow (2012)
- Divertimento (2013),  au sein du Prestige Brass Quartet comprenant notamment Bastien Baumet (euphonium)[10]
- Portraits avec Bastien Baumet (euphonium) (2014)[11].
- Fantasque avec l'Urban String Quartet (2017)[12]. Créations de Stan Nieuwenhuis, Fabien Cali, Peter Meechan...

L'organiste de la cathédrale de Tulle, Michael Matthes prévoit d'enregistrer un disque avec Alexis Demailly.